# Eduard Melkus
Eduard Melkus (Baden bei Wien, 1 de septiembre de 1928) es un violinista, violista, musicólogo y pedagogo austriaco.

## Biografía
Estudió violín en la Academia de Música de Viena con Ernst Moravec y musicología en la Universidad de Viena con Erich Schenk. Amplió sus estudios de violín en París. Trabajó como viola solista en Zúrich y después en Winterthur.
Acabada la Segunda Guerra Mundial, se consagró totalmente al estudio y la interpretación de la música antigua. En 1949 fundó (junto a Nikolaus Harnoncourt, Alice Harnoncourt-Hoffelner y el clavecinista Gustav Leonhardt) el Cuarteto Vienés de violas da gamba (Wiener-Gambenquartett). Este conjunto de cámara buscaba tocar con el sonido y la técnica de los intérpretes del pasado. También fundó, con el mismo propósito, la orquesta de cámara Capella Academica de Viena.
Desde 1958, Eduard Melkus fue profesor de violín moderno, de violín barroco y de viola en la Hochschule für Musik de Viena. En 1982, fue nombrado director del Institut für Wiener Klangstil.
Melkus transmitió sus ideas sobre la música del barroco y el pre-clasicismo a través de numerosos escritos, conferencias y clases magistrales en Europa y Estados Unidos. 
Como violinista solista, Eduard Melkus fue uno de los pioneros en la renovación de la música barroca y de la interpretación con criterios musicológicos e historicistas. 

## Instrumentos
Melkus tocaba un violín barroco Nicolo Amati de 1679. Posee otros tres instrumentos fabricados por Amati, lo que le permite reunir un cuarteto de cuerdas completo del mismo luthier.

## Repertorio y grabaciones
Melkus ha ofrecido numerosos conciertos y ha grabado muchos discos, sobre todo de obras del siglo XVII y XVIII, a veces con la Capella Academica, y a veces junto a la clavecinista francesa Huguette Dreyfus. Sus grabaciones de las sonatas de Corelli, de Biber, de Johann Sebastian Bach y de los conciertos del repertorio preclásico le han dado gran prestigio. 
Aparte de su repertorio más frecuente, estrenó el Concierto para violín de Egon Wellesz, que está dedicado al propio Melkus.